# Kleiner Beutelsee
Der Kleine Beutelsee ist ein natürlicher See im Landschaftsschutzgebiet Norduckermärkische Seenlandschaft, dass zum Naturpark Uckermärkische Seen gehört.

## Geographische Lage und Hydrographie
Der Kleine Beutelsee liegt auf der Gemarkung des Ortsteils Beutel, der Stadt Templin im Landkreis Uckermark (Brandenburg) und erstreckt sich annähernd parallel zum Südwest-Nordost verlaufenden Dorf. Von Nordosten fließt die Gallenbeek in den See und verlässt ihn am Südwestende wieder. Der Seespiegel liegt im Mittel bei 47,7 m ü. NHN. Der See ist sehr flach, nur ca. 1 m tief und nicht geschichtet. Der Trophie-Index beträgt 3,3, d. h. der See ist eutroph.

## Geschichte
Der Kleine Beutelsee wurde bereits 1375 erstmals als stagnum nomine Luttighebeytel erwähnt. Damals gehörte das Dorf Beutel dem Coppe Barsdorf und seinem Vater. Im See durften zwei Garnzüge Fische gefangen werden. Dorf und See kamen 1392 endgültig an das Zisterzienserinnenkloster in Zehdenick. Im Erbregister über die Herrschaft Badingen und Himmelpfort von 1574 heißt der See „kleinen beutell“. Die Schmettau'sche Karte von 1767/87 verzeichnet ihn als „Kleiner Beutelsee“. Im Urmesstischblatt 2946 Hammelspring von 1825 heißt er „Der kleine Beutel“.
Der See ist nach dem Ort Beutel benannt. Sophie Wauer im Brandenburgischen Namenbuch leitet den Namen von einer plb. Grundform *Byt-l oder *Byt-ly = „Ort eines Byt-l“ oder „Ort, wo die Leute des Byt-l wohnen“ ab. Der Personenname *Bytol ist die Koseform eines mit der Wurzel *byt gebildeten slawischen Vornamen, wie z. B. Bytogast (vgl. Bietegast, Landkreis Vorpommern-Rügen), Wielebyt oder Radobyt. Der Namensbestand -byt leitet sich von ursl. *bytъ ab. Im ap. bedeutet byt = Wohnung, Leben, oder č byt = Wesen, Existenz. Im Deutschen ging die ursprüngliche Bedeutung verloren und glich sich an Beutel = kleineres oder größeres sackartiges Behältnis an.

## Nutzung
Der Kleine Beutelsee wird vom Kreisanglerverband Templin e.V. als Angelgewässer genutzt.